# Polia heinrichi
Polia heinrichi är en fjärilsart som beskrevs av Karl Schawerda 1925. Polia heinrichi ingår i släktet Polia och familjen nattflyn. Inga underarter finns listade i Catalogue of Life.